# 구본혁 (야구 선수)
구본혁(1997년 1월 11일 ~ )은 KBO 리그 LG 트윈스의 내야수이다.

## 아마추어 시절
동국대학교 1학년 때부터 팀의 주전 유격수로 활약했다. 4년 내내 꾸준히 활약했으며, 졸업할 때쯤 지명이 유력한 대졸 선수로 많이 언급됐다.

## LG 트윈스시절
2019년에 입단하였다. 2019년 6월 4일 kt전에서 데뷔 첫 경기를 치렀고, 경기 후반에 대수비로 출전해 타석에는 들어서지 못했다. 2019년 6월 19일 삼성전에서 데뷔 첫 안타이자 역전 2점 홈런을 기록했다.

## 상무 야구단시절
2022년 5월에 입단하였다.

## LG 트윈스복귀
2023년에 복귀하였다.

## 출신 학교
- 서울중대초등학교
- 잠신중학교
- 장충고등학교
- 동국대학교

## 통산 기록
| 연도 | 팀명  | 타율  | 경기 | 타수 | 득점 | 안타 | 2루타 | 3루타 | 홈런 | 루타 | 타점 | 도루 | 도실 | 볼넷 | 사구 | 삼진 | 병살 | 실책 |
| ---- | ----- | ----- | ---- | ---- | ---- | ---- | ----- | ----- | ---- | ---- | ---- | ---- | ---- | ---- | ---- | ---- | ---- | ---- |
| 2019 | LG    | 0.176 | 57   | 85   | 10   | 15   | 1     | 0     | 1    | 19   | 6    | 2    | 1    | 6    | 2    | 17   | 0    | 1    |
| 2020 | LG    | 0.163 | 125  | 86   | 20   | 14   | 0     | 1     | 1    | 19   | 7    | 0    | 0    | 7    | 2    | 18   | 2    | 5    |
| 2021 | LG    | 0.132 | 123  | 38   | 10   | 5    | 2     | 0     | 0    | 7    | 3    | 0    | 0    | 3    | 0    | 7    | 3    | 8    |
| 통산 | 3시즌 | 0.163 | 305  | 209  | 40   | 34   | 3     | 1     | 2    | 45   | 16   | 2    | 1    | 16   | 4    | 42   | 2    | 8    |